# (30188) Hafsasaeed
(30188) Hafsasaeed est un astéroïde de la ceinture principale d'astéroïdes.

## Description
(30188) Hafsasaeed est un astéroïde de la ceinture principale d'astéroïdes. Il fut découvert le 6 avril 2000 à Socorro (Nouveau-Mexique) par le projet LINEAR. Il présente une orbite caractérisée par un demi-grand axe de 2,29 UA, une excentricité de 0,12 et une inclinaison de 0,9° par rapport à l'écliptique.

## Compléments